# Saltasàurids
Els saltasàurids (Saltasauridae) són una família de dinosaures sauròpodes característica del Cretaci superior (fa aproximadament 84 i 65 milions d'anys, en el Campanià i el Maastrichtià) amb exemplars coneguts a Àsia, Europa, Nord-amèrica i Sud-amèrica. Són els més derivats dels titanosaures, en general de petita grandària i amb presència d'armadura.

## Sistemàtica
Es defineix com el clade més inclusiu que conté Opisthocoelicaudia skarzynskii (Borsuk-Bialynicka, 1977) i Salatasaurus loricatus (Bonaparte i Powell, 1980).
Són Opisthocoelicaudia, el saltasaure, el seu més recent ancestre i tots els seus decendients.

## Taxonomia
- Família Saltasauridae
  - Adamantisaurus
  - Argyrosaurus
  - Bonatitan
  - Lirainosaurus
  - Maxakalisaurus
  - Pellegrinisaurus
  - Sonidosaurus
  - Subfamília Nemegtosaurinae
    - Antarctosaurus
    - Magyarosaurus
    - Malawisaurus
    - Nemegtosaurus
    - Quaesitosaurus
    - Rapetosaurus
    - Trigonosaurus

  - Subfamília Opisthocoelicaudiinae
    - Alamosaurus
    - Borealosaurus?
    - Huabeisaurus?
    - Isisaurus
    - Opisthocoelicaudia

  - Subfamília Saltasaurinae
    - Neuquensaurus
    - Saltasaurus
    - Rocasaurus
      - Tribu Aeolosaurini
        - Aeolosaurus
        - Gondwanatitan
        - Overosaurus
        - Rinconsaurus